# Slajm
Slajm (engelska slime) eller slem är en leksak som introducerades i USA 1976. Produkten har geléliknande konsistens, är ofta grön och består huvudsakligen av guargummi.